# Elecciones presidenciales de Brasil de 1966
Las elecciones presidenciales de Brasil de 1966 se realizó por votación indirecta, por medio de un colegio electoral compuesto por los miembros del Congreso. Solo se presentó como candidato Artur da Costa e Silva, que obtuvo 294 votos contra 175 abstenciones.
- Datos: Q10271407